# Gheraert van Viane
Gheraert van Viane is een Middelnederlandse Karelroman waarvan twee fragmenten bewaard zijn gebleven. Mogelijk is de tekst een vertaling of bewerking van een Oudfrans chanson de geste  dat heeft behoord tot de cyclus Geste de Garin de Monglane (ook Cycle de Guillaume d’Orange genoemd).

## De Middelnederlandse fragmenten

### Overlevering
De twee overgeleverde fragmenten van Gheraert van Viane die zijn overgeleverd, bevatten samen 192 verzen. Ze zijn neergeschreven op twee perkamenten dubbelbladen, die afkomstig zijn uit hetzelfde handschrift. Elke bladzijde bevat één kolom. Het schrift is een littera textualis. Uit de taal kan men afleiden dat de fragmenten in Vlaanderen geschreven zijn. Ze worden gedateerd in de eerste helft van de veertiende eeuw.
De fragmenten werden door Hoffmann von Fallersleben in 1821 ontdekt in Keulen. Momenteel berusten ze in de Berlijnse Staatsbibliotheek. Ze werden uitgegeven door Bilderdijk in 1823, door Moltzer in 1885 en door Kalff in hetzelfde jaar.

### Inhoud
Het eerste overgeleverde fragment neemt ons mee naar de stad Viane, die belegerd wordt door Karel de Grote. Aymerijn zet zijn oom Gheraert aan morgen in tegenaanval te gaan. Gheraert ziet in dat zijn familie verdedigd moet worden en hakt de knoop door.
In het tweede fragment komt Olivier, een van Gheraerts neven, als bode naar het hof van Karel de Grote. De woeste koning wil eerst niet luisteren maar zwijgt na een tijdje toch. Olivier getuigt dat Gheraert zijn familie wil verdedigen tegen een onrechtvaardige koning.

## Ontstaansgeschiedenis
Een Oudfranse bron is niet met zekerheid aan te duiden. De brontekst is mogelijk Girart de Vienne van Bertrand de Bar-sur-Aube. Een andere mogelijke brontekst is een ouder, nu verloren Frans chanson de geste.
De auteur van de Middelnederlandse Gheraert van Viane zou het rijke verleden rond Karel de Grote (ca. 800) gebruikt hebben om een politieke weerspiegeling te geven van het dertiende-eeuwse Vlaanderen. De Franse koning wilde het graafschap Vlaanderen, dat door Gwijde van Dampierre (regeerde 1278-1305) in leen gehouden werd, bij zijn kroondomein voegen. In meerdere Vlaamse adellijke families broeide opstandigheid jegens de Franse koning. Een van die families was het geslacht Viane, de vermoedelijke opdrachtgever van deze Karelroman.

## Inhoud volledig verhaal
Zie hiervoor Girart de Vienne van Bertrand de Bar-sur-Aube.